# Mekar Maju
Mekar Maju is een bestuurslaag in het regentschap Aceh Tengah van de provincie Atjeh, Indonesië. Mekar Maju telt 205 inwoners (volkstelling 2010).